# Дневник нудистки
«Дневни́к нуди́стки» (англ. Diary of a Nudist) — художественный фильм 1961 г. режиссёра Дорис Уишман, посвящённый нудизму.

## Сюжет
Редактор газеты во время отдыха обнаруживает в лесу лагерь нудистов и направляет туда журналистку, Стейси Тэйлор, которая написала бы уничижительную статью об этом. Однако девушка, прибыв на место, находит, что ей нравится такой образ жизни, и пишет положительные репортажи. Это не устраивает её шефа и он приезжает в лагерь сам, чтобы убедиться в положении дел.

## В ролях
- Дэви Дэкер — Стейси Тэйлор
- Норман Кассерли — Артур Шервуд
- Дон Робертс
- Ариэнн Ульмер
- Долорес Карлос — Мари
- Алан Блэкер
- Мария Стингер — Элеонор
- Гарри В.Стингер — Джон
- Бриджитт Бернард
- Рональд Циглер
- Эллисон Луис Доун
- Густав Хоэк
- Нелль Хоэк
- Филлис Хоэк
- Сандра Хоэк
- Джун Марко
- Чарльз Аллен
- Уоррен Грэй
- Уна Дил
- Глория Флауэрс
- Зельда Сапли — директор нудистского кемпинга

## Съёмочная группа
- Автор сценария:
- Режиссёр: Дорис Уишман
- Оператор:
- Художник:
- Композитор: